# Axicabtagene ciloleucel
Аксикабтаген цилолеусел — лекарственный препарат для генной терапии B-крупноклеточной лимфомы. Одобрен для применения: США (2017)

## Механизм действия
анти-CD19 CAR-Т-клетки.

## Показания
- рецидивирующая или рефрактерная диффузная B-крупноклеточная лимфома
- Фолликулярная лимфома[2].

## Способ применения
Внутривенная инфузия